# Miconia comosa
Miconia comosa är en tvåhjärtbladig växtart som beskrevs av Célestin Alfred Cogniaux. Miconia comosa ingår i släktet Miconia och familjen Melastomataceae. Inga underarter finns listade i Catalogue of Life.